# 舟柄铁线莲
舟柄铁线莲（学名：Clematis dilatata）为毛茛科铁线莲属下的一个种。

## 扩展阅读
維基物種上的相關：舟柄铁线莲